# Al Hoosman
Alston James Hoosman (* 4. Oktober 1918 in Waterloo, Iowa; † 25. Oktober 1968 in München) war ein US-amerikanischer Boxer und Schauspieler.

## Leben
Hoosman war Amateurboxer im Schwergewicht und gewann 1939 im Madison Square Garden den Titelkampf um die National Golden Gloves. Er gehörte demselben Boxstall wie Joe Louis an, gegen den er 1948 auch einen Schaukampf austrug. Im November 1940 wurde Hoosman zur Armee eingezogen, wo er sich einer Augenoperation unterziehen musste. Ab 1943 lebte er in Queensland, wo er nach wie vor als Boxer auftrat, aber auch den Doctor Carver Service Club für US-amerikanische Armeeangehörige führte. Gegen Ende der 1940er Jahre wurde er nach Deutschland versetzt, wo er sich auch nach der Entlassung aus der Armee niederließ. Als Boxer waren seine größten Erfolge Siege über Lee Savold, Joe Weidin (Josef Weidinger) und Tommy Farr.
Hoosman eröffnete eine Bar und engagierte sich bei der „Hilfe für farbige und elternlose Kinder“; etwa 1960 gründete er die Organisation „Cause“ mit derselben Zielgruppe.
Zwischen 1952 und 1967 trat Hoosman in mehreren Filmen auf. Sein Grab befindet sich auf dem Nordfriedhof München.

## Filmografie (Auswahl)
- 1952: Toxi
- 1953: Jonny rettet Nebrador
- 1954: Sanatorium total verrückt
- 1954: Phantom des großen Zeltes
- 1954: Auf der Reeperbahn nachts um halb eins
- 1957: Tante Wanda aus Uganda
- 1959: Besuch aus heiterem Himmel
- 1959: Der Besuch der alten Dame (Fernsehfilm)
- 1959: Das große Messer (Fernsehspiel)
- 1960: Orientalische Nächte
- 1960: Der Rächer
- 1961: Toller Hecht auf krummer Tour
- 1967: Gewagtes Spiel – Verstummte Trommel (Fernsehserie)
- 1967: Der Diamantenprinz (Jack of diamonds)
- 1968: Die letzte Rechnung zahlst du selbst (Al di là della legge)